# Priwolnoje (Kaliningrad, Prawdinsk)
Priwolnoje (russisch Привольное, deutsch Saussienen) ist ein Ort in der russischen Oblast Kaliningrad (Gebiet Königsberg (Preußen)) und gehört zur Domnowskoje selskoje posselenije (Landgemeinde Domnowo (Domnau)) im Rajon Prawdinsk (Kreis Friedland (Ostpr.)).

## Geographische Lage
Priwolnoje liegt südwestlich der Rajonshauptstadt Prawdinsk (Friedland) an einer Nebenstraße, die Domnowo (Domna9) mit Snamenskoje (Preußisch Wilten) und Jermakowo (Deutsch Wilten) verbindet. Im Ort zweigt eine Nebenstraße ab, die über Lesnoje und Gontscharowo (Groß Saalau) nach Domnowo führt.

## Geschichte
Das ehedem Saussienen genannte Gutsdorf gehörte 1874 zu den Kommunen, die den Amtsbezirk Groß Saalau (russisch: Gontscharowo) bildeten. Er lag im Kreis Friedland, ab 1927 Landkreis Bartenstein (Ostpr.) im Regierungsbezirk Königsberg der preußischen Provinz Ostpreußen.
Im Jahre 1910 lebten im Gutsbezirk Saussienen 115 Einwohner. Am 30. September 1928 gab das Gutsdorf mit dem Vorwerk Stockienen seine Selbständigkeit auf und schloss sich mit dem Gutsbezirk Preußisch Wilten (russisch: Snamenskoje) zur neuen Landgemeinde Preußisch Wilten zusammen. Die neue Gemeinde gehörte nun zum Amtsbezirk Groß Klitten (russisch: Tscherjomuchowo).
1945 kam Saussienen mit Preußisch Wilten und dem nördlichen Ostpreußen zur Sowjetunion und erhielt 1947 die Bezeichnung „Priwolnoje“. Bis zum Jahre 2009 war der Ort in den Domnowski sowjet (Dorfsowjet Domnowo (Domnau)) eingegliedert und ist seither aufgrund einer Struktur- und Verwaltungsreform eine als „Siedlung“ (russisch: possjolok) eingestufte Ortschaft innerhalb der Domnowskoje selskoje posselenije (Landgemeinde Domnowo) im Rajon Prawdinsk in der Oblast Kaliningrad.

## Kirche
Mit seiner überwiegen d evangelischen Bevölkerung gehörte Saussienen vor 1945 zum Kirchspiel Domnau (russisch: Domnowo) im Kirchenkreis Friedland (heute russisch: Prawdinsk), ab 1927 Kirchenkreis Bartenstein (heute polnisch: Bartoszyce) in der Kirchenprovinz Ostpreußen der Kirche der Altpreußischen Union.
Auch heute besteht der kirchliche Bezug von Priwolnoje nach Domnowo, wo die evangelische Kirchengemeinde eine Filialgemeinde der Auferstehungskirche in Kaliningrad (Königsberg) ist. Sie gehört zur Propstei Kaliningrad der Evangelisch-Lutherischen Kirche Europäisches Russland (ELKER).